# David Katz
David Katz (1. října 1884 Kassel – 2./10. února 1953 Stockholm) byl německý psycholog a vychovatel.
4 Katzovy dovednosti managera: technické, lidské, koncenční, projekční.

## Dílo
- Seznam děl v Souborném katalogu ČR, jejichž autorem nebo tématem je David Katz
- Hlad a chuť (1932)
- Svět barev (1935)
- Konverzace s dětmi (1936)
- Zvířata a lidé (1937)
- Gestaltpsychologie (1944)
- Psychologický atlas (1945)